# 福家警部補の挨拶
『福家警部補の挨拶』（ふくいえけいぶほのあいさつ）は、大倉崇裕による日本の短編推理小説集「福家警部補シリーズ」の第1作。シリーズ続刊として2009年に『福家警部補の再訪』（ふくいえけいぶほのさいほう）、2013年に『福家警部補の報告』（ふくいえけいぶほのほうこく）が刊行されており、本項ではシリーズ全体についても述べる。単行本は創元クライム・クラブレーベル、文庫本は創元推理文庫より刊行される。
女性刑事・福家警部補を主人公とする本格ミステリシリーズの第1作で、形式はいわゆる倒叙モノである。著者は大の「刑事コロンボシリーズ」のファンであり、シリーズの小説版の執筆（英語小説は存在せず、映像とシナリオの翻訳から直接日本語でノベライズされた）を手がけたこともある。ヒロインにはコロンボのほか、風采の冴えない探偵としては元祖であるブラウン神父に共通する描写（目をパチパチさせる、傘をうまく扱えない、一見気弱そうなのに無頼漢などには結構強気に対応できる、小柄でしばしば大男と凸凹コンビを組むなど）も与えられている。3人ともファミリーネームしか判明していない（ブラウンはイニシャルJのみ）点も、共通している。
2007年度の本格ミステリベスト10で第8位にランクインした。
本作の一編「オッカムの剃刀」が2009年1月2日にNHKにて永作博美主演でテレビドラマ化された。また、2014年1月14日から、檀れい主演で福家警部補シリーズを原作とした連続ドラマがフジテレビ系にて放送された。 

## シリーズ一覧
- 福家警部補の挨拶（2006年6月30日 東京創元社 ISBN 978-4-488-01214-4 / 2008年12月12日 創元推理文庫 ISBN 978-4-488-47002-9）
- 福家警部補の再訪（2009年5月25日 東京創元社 ISBN 978-4-488-02533-5 / 2013年07月26日 創元推理文庫 ISBN 978-4-488-47006-7）
- 福家警部補の報告（2013年2月25日 東京創元社 ISBN 978-4-488-02541-0 / 2016年12月16日 創元推理文庫 ISBN 978-4-488-47007-4）
- 福家警部補の追及（2015年4月24日 東京創元社 ISBN 978-4-488-02544-1 / 2020年05月20日 創元推理文庫 ISBN 978-4-488-47008-1）
- 福家警部補の考察（2018年5月25日 東京創元社 ISBN 978-4-488-02557-1 / 2023年12月18日 創元推理文庫 ISBN 978-4-488-47009-8）

## 登場人物
福家（ふくいえ）
捜査一課の警部補。身長152cmと小柄で、髪はショート、縁なしの眼鏡をかけている。「刑事に見えない」と良く言われる。
寝食を忘れて捜査に没頭することを厭わず、同僚に「眠らずの魔女」と呼ばれている。
関係者が漏らしたほんの小さな矛盾も聞き逃さず、人の顔と名前は一度で覚えることができる。
持ち歩いているバッグの中身はどこに何が入っているか分からないほど雑然としており、事件現場に入る際には大抵警察手帳が見つからず、刑事に見えない風体も相まって、現場を規制する制服警官には毎回と言っていいほど止められ、押し問答になる。事件関係者に聴取する際も同様で、手帳を示すまでの最初のやり取りで、用心している容疑者の毒気を抜いてしまい、その後は自分のペースに巻き込んでいく。
年齢については『未完の頂上』で「22歳か23歳で採用されてから10年ほど」と漏らしているが、女子大生と間違われるなど、かなり若く見えるらしい。
相手からの主観描写で美貌であるような言及は一切ないが、カメラマンから突然モデルにと望まれるなど、何がしか専門家の審美眼を刺激するものは持っている模様である。
当初は一見凡庸な印象の女性が高い捜査能力（推理、観察、聞き出し）を発揮するという意外性が持ち味だったが、次第に、不眠不休への耐性、広く深いオタク的知識、とてつもなく酒に強いなどの設定が加わり、特に異常な健脚など身体面のスーパーウーマン的特性を覗かせ始めている（ただし自転車に乗れない）。
犯人以外の人間は彼女と接することによってネガティブモードから脱却するきっかけを与えられることが多いというジンクスもある。
物腰は柔らかく、特に犯人と目される人物には下出に出ることが多いが、ヤクザやチンピラには凛然と対応できる。
オタク的なファン心理を吐露する以外には自分の感情を語ったり説教めいたことを口にすることはない。尊敬する人物を逮捕することになっても黙然と対処する。
苦手なものは犬と寒さ。
下の名前は不明。
二岡 友成（におか ともなり）
機動鑑識班。福家のパートナーのような刑事。
タフな福家と異なり、真夜中に呼び出されたり、睡眠時間が短いとその分疲労もたまる普通の人間。福家に振り回される。
石松 和夫（いしまつ かずお）
捜査一課の警部補。鬼瓦のような人相とは裏腹に、情に厚く優しい。

## 収録作品
いずれも東京創元社の『ミステリーズ!』に掲載された。

### 福家警部補の挨拶
最後の一冊
『ミステリーズ!』vol.12（2005年8月）掲載、「本を愛した女」を改題
『すべては、本のために』、私設図書館「江波戸図書館」の館長・天宮祥子は、オーナーでありながら本に興味がなく、本を愚弄する江波戸宏久を殺害する。完全犯罪のはずだったが、本を愛しすぎたあまりに、その目論見は崩れてしまう。
- 天宮 祥子：私設図書館・江波戸図書館の館長。本をこよなく愛する。
- 江波戸 宏久：図書館のオーナー。本には全く興味がなく、図書館もすぐに売る予定だったが、天宮に止められた。

オッカムの剃刀
『ミステリーズ!』vol.13・14（2005年10月・12月）掲載、テレビドラマ化作品
かつて、科警研で数々の技術を残し伝説と言われた柳田は、退職後、大学で犯罪学の講師として教鞭を取っていた。しかし、同じ大学の准教授・池内に過去の“あること”を理由に脅迫され、彼を強盗に見せかけて殺害する。犯罪学のスペシャリストで警察の捜査手法も熟知した“教授”に福家の追及が迫る。
- 柳田 嘉文：城北大学犯罪学講師。元科警研科学捜査部主任。復顔術のエキスパートとして様々な事件を解決に導いた伝説の人物。“教授”のあだ名で呼ばれる。
- 池内 国雄：城北大学犯罪学の准教授。柳田に心酔し、復顔術を研究していた。ヘビースモーカー。柳田を脅迫する。

愛情のシナリオ
『ミステリーズ!』vol.16（2006年4月）掲載
役を得るためにライバル女優・小木野マリ子を脅迫した柿沼恵美。しかし、小木野の方が一枚上手だった。小木野は自分のシナリオ通りにことを進めていき、翌朝、恵美は遺体で発見される。死因は一酸化炭素中毒だった。事故かと思われたが、普段の恵美の習慣と異なる点を、福家は見逃さなかった。
- 小木野 マリ子：女優。潔癖症。恵美とはデビューも同時期で、常にライバルとして競い合ってきた仲。
- 柿沼 恵美：女優。泥沼の離婚劇でイメージダウンしていた。イメージアップを図り、オーディションで勝つために、不倫をネタにマリ子を脅迫する。

月の雫
『ミステリーズ!』vol.15（2006年2月）掲載
経営不振で大手の酒造会社に吸収合併される寸前の谷元酒造。合併とは名ばかりで、乗っ取り同然、しかも相手は大量生産と儲け主義に走り、粗悪品ばかり造る会社だった。いい酒造りを信念に掲げる谷元は、その矜持を守るために、相手会社の社長を殺してしまう。
- 谷元 吉郎：谷元酒造社長。いい酒造りを信念としている。酒はうまいが、性格は頑固で厳しい。
- 佐藤 一成：佐藤酒造社長。造っているのは、機械醸造による粗悪品ばかり。商売はうまいが人間的には今一つ。

### 福家警部補の再訪
マックス号事件
『ミステリーズ!』vol.19〈2006年10月〉、「福家警部補の災難」を改題
警備会社社長の原田明博は、強請屋だった過去を脅迫してきた元同業者・川上直巳をクルーズ船「マックス号」の船内で殺害することを決意する。原田の計画は完璧だったが、逮捕された銀行強盗犯が前日に拳銃を船内に隠したと証言したため、警察の捜索が入り、出航時間が遅れに遅れた上、捜査一課の福家警部補が船を下り損なったことだけは誰にも予見できなかった。
- 原田明博 - ハラダ警備保障社長。強請屋という裏の顔で探偵社から警備会社へと成長した。
- 川上直巳 - 原田の元仕事仲間。借金苦で、過去をネタに原田を脅迫する。
- 仲谷良平 - マックス号船長。
- 奥村紀之 - マックス号パーサー。
- 岡山勝己 - マックス号乗客。直巳の債権者の部下。

失われた灯
『ミステリーズ!』vol.21・22〈2007年2月・4月〉
脚本家の藤堂昌也は、自身のデビュー作が盗作であることを突き止め、脅迫してきた古物商の辻伸彦を殺すことを決める。自身の熱狂的ファンで俳優志望の青年を利用して、誘拐されていたように見せかけるという完璧なアリバイを作ったが、誰も気づかない些細なことに気付くのが福家だった。
- 藤堂昌也 - 日本映画脚本新人賞を受賞した、人気脚本家。
- 辻伸彦 - 古物商。地方の蔵で、藤堂の盗作原稿を見つけ、脅迫する。
- 三室勘司 - 俳優志望の青年。藤堂のファンで、思い込みが激しい。
- 大城加奈子 - 藤堂の秘書で恋人。
- 白石滋記 - 辻の行きつけのバー〈リッジ〉のマスター。

相棒
『ミステリーズ!』vol.24〈2007年8月〉
人気に翳りが見え始めたベテラン漫才コンビ〈山の手のぼり・くだり〉の立石浩二は、近頃本番中にミスが増え、漫才にも支障を来すようになった相棒・内海珠雄とのコンビを解散し独立しようと決める。だが、内海は解散を頑なに拒み、半年後の師匠の命日まで待って欲しいという。半年も待っていては、独立するタイミングを逸してしまうと感じた立石は、かつて2人でよく稽古した別荘で内海を事故に見せかけて殺害する。
- 立石浩二 - 漫才コンビ〈山の手のぼり・くだり〉のツッコミ。
- 内海珠雄 - 〈山の手のぼり・くだり〉のボケ。解散を拒む。

プロジェクトブルー
『ミステリーズ!』vol.26〈2007年12月〉
玩具の企画専門会社〈スワンプ・インプ〉の社長・新井信宏は、学生時代、当時人気だったソフトビニール人形の精巧な贋物を作り、売りさばいていたことがある。創業から15年が経ち、会社が本社を移転新築することになったタイミングで、新井のその過去を脅迫してきた、造型家を名乗る男を事故に見せかけて殺す。
- 新井信宏 - 玩具企画専門会社〈スワンプ・インプ〉の社長。
- 西村浩 - 自称造型家。

### 福家警部補の報告
禁断の筋書（プロット）
『ミステリーズ!』vol.44 - 45（2010年12月・2011年2月）、「福家警部補の帰還」を改題
実力派漫画家の河出みどりは、かつて共に同人誌を作り、同じく漫画家を志した元パートナーの三浦真理子を事故に見せかけて殺害する。みどりだけがプロになったことを羨んでいた真理子は、編集者に転身しいつしか辣腕営業部長にまでなったが、力を手に入れた真理子はかつての怨みを晴らすがごとく、みどりの新連載企画を潰していくことに、みどりが耐えかねたのだが、同人時代からのみどりのファンである福家が立ちはだかる。
- 河出みどり - 漫画家。同人誌で人気が出始めてプロデビューした。
- 三浦真理子 - 業界最大手の出版社〈湧泉舎〉の辣腕営業部長。みどりと共同で同人誌を作っていたが、プロにはなれなかった。
- 細田理恵子 - みどりが尊敬し、憧れる大御所漫画家。

少女の沈黙
『ミステリーズ!』vol.47 - 48（2011年6月・8月）
今は亡き三代目の鶴の一声で解散したヤクザの栗山組は、2人の組員以外は皆、堅気の世界に馴染もうと努力していた。そんな中、組の解散に納得していなかった三代目の次男・次郎が、兄の娘を人質に取り、敵対関係にあった飯森組の関係先を襲撃するよう要求する。比奈を助けるため、三代目の右腕だった菅原巽は、若者に薬を売りさばいている昔の構成員を利用し、次郎との仲間割れによる相討ちに見せかけて2人を殺す。
- 菅原巽 - 解散した栗山組の元構成員。三代目の右腕として、優れた才覚で組をまとめ上げていた。元構成員たちの再就職先探しに尽力している。
- 金沢肇 - 栗山組の元構成員。堅気になることを拒否し、竹内組に乗り換え、薬を売りさばいている。
- 栗山次郎 - 栗山組三代目の次男。組の解散に反対し、比奈を人質に、飯森組の関係先を襲撃せよと脅す。
- 栗山邦孝 - 栗山組三代目の長男。次郎の異母兄。家族の安全を思い、父とは距離を置き、堅気の商売をしてきた。
- 栗山比奈 - 邦孝の娘。10歳。

女神の微笑（ほほえみ）
『ミステリーズ!』vol.51（2012年2月）
白昼の銀座の裏通りで、ワゴン車が爆発する。幸い、爆発の規模は車内に留まる程度だったものの、車に乗っていた3人の男が死亡する。3人は前々週に発生した、爆弾を利用した銀行強盗未遂事件で容疑者として手配されていた男たちで、新たな犯行計画中に誤爆したと見立てられる。だが、実際には犯人は別にいた。犯人は、化学知識が豊富な初老の後藤夫妻で、警察が取り逃がしたり、訴追されずに逃げ切った凶悪犯を私刑していたのだ。犯行は完璧だったが、僅かな手がかりを元に後藤夫妻にたどり着いた福家が、2人の前に立ちはだかる。
- 後藤秀治 - 化学肥料メーカーに勤めていたことのある初老の男性。
- 後藤喜子 - 秀治の妻。秀治と同じく化学知識が豊富。25年前の交通事故が原因で車椅子生活を送っている。
- 網山聡 - 被害者。31歳。鳥島秀・麻生孝史らと共に、宝石店強盗未遂事件で手配されていた。

## テレビドラマ

### NHK版（2009年）
2009年1月2日、『福家警部補の挨拶〜オッカムの剃刀〜』として、NHK総合で21:00 - 22:30に放映された。視聴率7.4%。

#### キャスト（NHK版）
- 福家警部補 - 永作博美
- 二岡友成 - 小泉孝太郎
- 柳田嘉文 - 草刈正雄
- 池内国雄 - 池田成志
- 川本真理子 - 加藤夏希（学生）
- 石松和夫 - きたろう（刑事）
- ホームレス - 蛭子能収
- 筒井教授 - 大杉漣
- 今井圭三 - 笹野高史（強盗犯）
- バー店員 - 日村勇紀（元窃盗犯）
- 津村一郎 - 小松政夫（元刑事）
- 柳田の妻 - 伊藤裕子
- 越村友一
- 野間口徹

#### スタッフ（NHK版）
- 原作 - 大倉崇裕
- 脚本 - 福原充則
- 音楽 - 瀬川英史
- 演出 - 本橋圭太

### フジテレビ版（2014年）
『福家警部補の挨拶』のタイトルでテレビドラマ化。2014年1月14日から3月25日まで毎週火曜日21:00 - 21:54に、フジテレビ系の「火曜9時」枠で放送された。
主演は檀れい。また上司の石松警部役にはSMAPの稲垣吾郎がキャスティングされた。
冒頭ではプロローグとして、本編の展開になぞらえた実在の歴史上の事件や出来事、逸話を福家の（第10話のみ石松の）ナレーションで紹介している。

#### キャスト（フジテレビ版）
詳細な人物説明は原作項目を参照。本項では簡単な続柄を記載。

##### 警視庁刑事部捜査第一課強行犯第13係
福家警部補〈42〉
演 - 檀れい
役職は主任。マスタード色のコートを愛用している。
速読が特技。
薬品に関する知識も持ち合わせ、英語も堪能。
プライベートでは甥がおり、料理をしない。
極度の冷え性で腹巻を三枚重ねで着用、さらに足元にはカイロを三枚ずつ身に付けている。流行にはかなり疎い。事件の手がかりを掴んだ時など、心情に変化が起きた際は眼鏡をずり上げる癖がある。
当初は喜怒哀楽をあまり表に出さなかったが、回を追うごとに、真犯人と対峙する際に声を震わせたり荒らげたりするなど、感情的になる様子が少しずつ見られるようになる。その感情には過去に起きた何らかの出来事が関係している。
聞き込みでは、帰り際に「もう一つだけよろしいですか？」とダメ押ししては相手をいつもうんざりさせているが、そのダメ押しと並外れた洞察力で確実に真犯人を追い詰める。その言動から、一見すると人間関係には無頓着に思えるが、友情には厚い一面がある様子。
持ち場以外の事件だと鑑識の写真を見せてもらえないため、いつも古めかしいポラロイドカメラを持ち歩き、独自の考察資料として現場写真をおさえる。
石松 和夫〈43〉
演 - 稲垣吾郎
警部で係長を務める福家の上司。冷静沈着で真面目な、叩きあげのノンキャリア。「係長」と呼ばれるのを嫌う。
福家とは犬猿の仲で、勝手な行動ばかり取って収束しそうな事件にこだわる彼女といつも対立している。酔っ払いが嫌いで、酒に酔った目撃者は福家に聞き込みを押し付けるほど。
福家に報告書をしつこく要求したり「これ以上、首を突っ込むな」などと忠告するが、最終的に真犯人を突き止めるまで捜査するのを強引に止めることはしないため、どこか彼女を泳がせているような節もある。しかし第7話では遂に感情を爆発させて福家を怒鳴りつけ、捜査から外してしまった。
二岡 友成〈26〉
演 - 柄本時生
現場鑑識係巡査。福家の協力者であるが、彼女の突拍子もない言動に振り回されている面もある。福家に無茶な要求を突きつけられては「そんなの無理ですよ」と不平をこぼしつつもなぜか従ってしまう。
実は過去にお笑い芸人を目指していたことがあるが、「見た目の割にはネタが面白くない」と言われて諦めた。
田所 勉〈47〉
演 - 中本賢
筆頭主任警部補。石松の腰巾着的な存在で一緒にいることが多く、上司と同じく福家警部補に苦言を呈する場面が多々ある。
村上 純一
演 - 斉藤佑介
二岡の同僚。

##### ゲスト
複数話・単話登場の場合は演者名の横の括弧（）内に表記。
第1話 「失われた灯」
- 藤堂 昌也（脚本家） - 反町隆史
- 辻 伸彦（辻骨董堂店主） - 有薗芳記
- 三室 勘司（俳優志望） - 小林且弥
- 大城 加奈子（藤堂の秘書） - 水崎綾女
- 曽根 量子 - 島ひろ子
- 曽根 卓夫 - 唐沢民賢

第2話 「禁断の筋書」
- 河出 みどり（少女漫画家） - 富田靖子
- 細田 理恵子（少女漫画家） - 銀粉蝶
- 三浦 真理子（湧泉舎営業部部長） - 渡辺真起子
- 馬場 康之（少女漫画雑誌「ルル」編集部員） - 石井智也
- 渡辺 良進（少女漫画雑誌「ルル」編集長） - 橋沢進一
- 酒井 奈々子（声優） - 中津真莉子

第3話 「プロジェクトブルー」
- 新井 信弘（フィギュア造型家・スワンプ・インプ社長） - 北村有起哉
- 西村 浩（フィギュア造型家） - 片桐仁
- 小寺 浩二（クレオ塗料営業部社員） - 中山祐一朗

第4話 「月の雫」
- 谷元 雫（谷元酒造社長） - 片平なぎさ
- 佐藤 一成（佐藤酒造社長） - 清水綋治
- 鍋谷 五郎（酒販売チェーン店「ウエアハウス」社長） - 近江谷太朗
- 田村 拓郎（谷元酒造従業員） - 佐藤誓
- 中西 友也（谷元酒造従業員） - 竹内寿

第5話 「相棒」
- 立石 浩二 / 京阪 のぼり（漫才師・ツッコミ担当） - 板尾創路
- 内海 珠雄 / 京阪 くだり（のぼりの相方・ボケ担当） - ほんこん
- 亀田 光雄（亀光プロダクション社長） - 笑福亭鶴光
- 浜本 雅志（京阪のぼり・くだり担当マネジャー） - 福田転球
- 間宮（テレビ番組プロデューサー） - なだぎ武
- 特急こだま・ひかり（写真）（京阪のぼり・くだりの師匠） - オール阪神・巨人

第6話 「愛情のシナリオ」
- 小木野 マリ（女優） - 若村麻由美
- 柿沼 恵美（女優） - 黒沢あすか
- 吉野 利香（女優） - 高月彩良
- 澤本 卓 - 福山翔大
- 土井 昭輔（柿沼の担当マネージャー） - 山本圭祐
- 須崎 智彦（小木野の担当マネージャー） - 別当優作
- 二階堂 道義（ハリウッド映画「TOKYO ROSE」プロデューサー） - アラキマキヒコ

第7話 「オッカムの剃刀」前編
第8話 「オッカムの剃刀」後編
- 柳田 嘉文（元科学警察研究所研究員・城北大学医学部法学科特任教授） - 古谷一行
- 池内 国雄（城北大学医学部法学科講師） - みのすけ
- 今井 圭三（前科者） - 柳憂怜
- 白石 滋記（BAR JEST.バーテンダー） - ダイアモンド✡ユカイ
- 川本 洋子（城北大学医学部法学科研究員） - 内田慈
- 菅村（城北大学警備員） - 林和義（第7話）

第9話 「或る夜の出来事」
- 木原 幸信（隆一の弟） - 林遣都
- 丸山 陽子（聖南総合病院外科病棟看護師） - 室井滋
- 荒川 勉（ジェスター製薬第一営業部次長） - きたろう
- 山岡 一雄（窃盗犯・元聖南総合病院研修医） - 小久保寿人
- 森本 和弘（聖南総合病院外科部長） - 長谷川公彦
- 木原 隆一（写真）（元テニスプレーヤー） - 辻川慶治

第10話 「少女の沈黙」
- 菅村 巽（元菅村組4代目組長・菅村綜合警備保障社長） - 岩城滉一
- 菅村 比奈（菅村の娘） - 吉田里琴
- 遠藤 次郎（元菅村組幹部構成員） - デビット伊東
- 金沢 肇（元菅村組構成員・遠藤の舎弟） - 米村亮太朗
- 斉藤（菅村綜合警備保障社員） - 古井榮一
- 菅村 花恵（写真）（比奈の母親・菅村組3代目組長の娘） - 棚橋逸香

最終話 「女神の微笑」
- 後藤 喜子（あかりの母親・被害者遺族） - 八千草薫
- 後藤 秀治（喜子の夫・化学肥料会社元経営者） - 山本學
- 矢崎 良太郎（宝石店強盗の見張り役） - 阿部亮平
- 麻生 孝史（宝石店強盗実行犯） - 山根和馬
- 鳥島 秀（麻生の仲間） - 白洲迅
- 網山 聡（麻生の仲間） - 松本実
- 後藤 あかり（写真）（後藤夫妻の娘・ストーカー殺人事件被害者） - 栗原瞳

#### スタッフ（フジテレビ版）
- 原作 - 大倉崇裕（東京創元社、創元推理文庫刊）
- 脚本 - 正岡謙一郎、麻倉圭司、丸茂周
- 音楽 - 横山克
- 演出 - 佐藤祐市、岩田和行
- 脚本協力 - 麻倉圭司
- 脚本協力・プロット協力 - 丸茂周
- 演出補 - 倉木義典
- CG・タイトルバック - 中村明博
- タイトルバックスーパーバイザー - 岩下みどり
- 写真素材提供 - PPS通信社、Netherlands Institute for Sound and Vision、須磨子芸術倶楽部、宮坂勝彦
- スタントコーディネート - 釼持誠
- カースタント - 高橋レーシング
- ガンエフェクト - ビッグショット
- 操演 - 羽鳥博幸
- 警察監修 - 杢尾尭
- 各話協力スタッフ
  - 劇中漫画 - 福住あきほ、細田夏美（第2話）
  - フィギュア造型・監修 - 澤田啓介（第3話）
  - フィギュア協力 - 寒河江弘（第3話）
  - 劇中ポスター協力 - 関田真一、前田創太郎（第3話）
  - 漫才構成 - はしもとこうじ（第5話）
  - 法科学監修 - 坂英樹（第7話 - 第8話）
  - 複顔監修 - 戸坂明日香（第7話 - 第8話）
  - 首像制作 - 豊永恭子、木本諒（第7話 - 第8話）
  - 医療監修 - 佐々木理恵（第9話）
  - NBCRE監修 - 三好哲夫（最終話）
- 企画 - 水野綾子
- 編成企画 - 清水一幸
- プロデュース - 貸川聡子
- プロデュース補 - 関本純一
- 制作 - フジテレビ
- 制作著作 - 共同テレビ

#### 放送日程
| 各話                                                      | 放送日        | サブタイトル        | ラテ欄                                                | 原作                 | 脚本                | 演出     | ゲスト                 | プロローグの内容                             | 視聴率 |
| --------------------------------------------------------- | ------------- | ------------------- | ----------------------------------------------------- | -------------------- | ------------------- | -------- | ---------------------- | -------------------------------------------- | ------ |
| 第1話                                                     | 2014年1月14日 | 失われた灯          | 奇妙な女刑事×人気脚本家! 完璧な犯罪は存在しないのです | 『福家警部補の再訪』 | 正岡謙一郎          | 佐藤祐市 | 反町隆史               | リンドバーグ愛児誘拐事件                     | 14.2%  |
| 第2話                                                     | 1月21日       | 禁断の筋書          | 少女漫画家の逆襲! 因縁が生んだ殺意                    | 『福家警部補の報告』 | 正岡謙一郎          | 佐藤祐市 | 富田靖子               | エリザベス1世と メアリー・スチュアートの確執 | 11.5%  |
| 第3話                                                     | 1月28日       | プロジェクトブルー  | シュールな死体… 凶器は偽物か本物か                    | 『福家警部補の再訪』 | 麻倉圭司            | 岩田和行 | 北村有起哉             | H.V.メーヘレンと 彼によるフェルメールの贋作  | 09.3%  |
| 第4話                                                     | 2月04日       | 月の雫              | 女社長の酒と涙 〜女の友情に揺れる福家                 | 『福家警部補の挨拶』 | 麻倉圭司            | 佐藤祐市 | 片平なぎさ             | 李白と酒と月                                 | 10.2%  |
| 第5話                                                     | 2月11日       | 相棒                | 相棒殺し! 天才漫才師の遺した謎                        | 『福家警部補の再訪』 | 麻倉圭司            | 佐藤祐市 | 130Ｒ                  | P.ゴーギャンと F.F.ゴッホの「耳切り事件」    | 07.8%  |
| 第6話                                                     | 2月18日       | 愛情のシナリオ      | 役のために人殺しもする女優の本当の顔                  | 『福家警部補の挨拶』 | 正岡謙一郎 麻倉圭司 | 岩田和行 | 若村麻由美             | 松井須磨子の半生                             | 08.4%  |
| 第7話                                                     | 2月25日       | オッカムの剃刀 前編 | 福家敗北! 史上最強の敵あらわる                        | 『福家警部補の挨拶』 | 麻倉圭司            | 岩田和行 | 古谷一行               | リチャード3世の遺骨と素顔                    | 07.9%  |
| 第8話                                                     | 3月04日       | オッカムの剃刀 後編 | 捜査権を失った福家 大逆襲開始!                        | 『福家警部補の挨拶』 | 麻倉圭司            | 岩田和行 | 古谷一行               | 前編のあらすじ                               | 09.1%  |
| 第9話                                                     | 3月11日       | 或る夜の出来事      | 福家、密室に閉じ込められ容疑者になる                  | ドラマオリジナル     | 丸茂周 麻倉圭司     | 佐藤祐市 | 林遣都 室井滋 きたろう | F.アバグネイルの 身分詐称とその教訓          | 09.1%  |
| 第10話                                                    | 3月18日       | 少女の沈黙          | 少女は何を見たか? 石松の福家への秘めたる思い          | 『福家警部補の報告』 | 麻倉圭司            | 岩田和行 | 岩城滉一               | 福家の経歴の謎                               | 09.3%  |
| 最終話                                                    | 3月25日       | 女神の微笑          | 真の正義とは? 福家が警部補である理由                  | 『福家警部補の報告』 | 麻倉圭司            | 佐藤祐市 | 八千草薫 山本學        | 警察官の宣誓                                 | 08.6%  |
| 平均視聴率 9.7%（視聴率は関東地区・ビデオリサーチ社調べ） |               |                     |                                                       |                      |                     |          |                        |                                              |        |